# Mathis Mönninghoff
Mathis Mönninghoff (* 17. März 1992 in Ibbenbüren, Nordrhein-Westfalen) ist ein deutscher Basketballspieler. Mönninghoff ist 1,98 Meter groß und wiegt 92 Kilogramm. Er spielt auf der Position des Shooting Guard und der des Small Forward. Zurzeit spielt er in der Basketball-Bundesliga für die BG Göttingen.

## Karriere
Die Basketballkarriere von Mönninghoff begann 2002 im Alter von zehn Jahren beim TV Ibbenbüren. Dort durchlief er bis zur U18 alle Jugendmannschaften, parallel spielte er als Doppellizenzer in der Basketballabteilung der Bayer Giants Leverkusen. Schon 2007 spielte Mönninghoff in der Herren Oberliga und ging erstmals in der NBBL auf Korbjagd. Bereits in seiner ersten Spielzeit für den Bayer-Nachwuchs erzielte er 6,1 Punkte pro Spiel und sammelte 1,4 Rebounds je Begegnung. Spätestens hier wurde das Talent des gerade erst 15 Jahre alten Flügelspielers deutlich.
Im Sommer 2008 gewann Mönninghoff mit der deutschen U16-Nationalmannschaft die B-EM, womit Deutschland wieder in die europäische Eliteklasse aufstieg. In der folgenden Saison stand Mönninghoff im Kader der Leverkusener in der 1. Regionalliga West und war Leistungsträger der NBBL-Mannschaft des TSV Bayer 04. Mit 19,2 Zählern je Spiel gehört er ligaweit zu den besten Punktesammlern. Mit der ersten Mannschaft aus Leverkusen gelang ihm der Aufstieg in die 2. Bundesliga ProB.
2009 erreichte er mit der U18-Nationalmannschaft den 11. Platz bei der Basketball-Europameisterschaft in Metz (Frankreich). Er kam dort pro Spiel auf 10,6 Punkte. Mit der Leverkusener Mannschaft etablierte sich Mönninghoff anschließend im oberen Mittelfeld der ProB. Mönninghoff kam in der Liga auf 7,1 Punkte pro Spiel und 2,1 Rebounds je Begegnung. In der NBBL galt die nun in TSV Bayer 04 Leverkusen umbenannte Mannschaft als Favorit um den Meistertitel. Mit Martin Breunig (später u. a. Ludwigsburg), Tim Unterluggauer (später u. a. Gotha/Jena), Lennard Jördell und Till-Joscha Jönke (später u. a. Ulm) standen allesamt Spieler im Kader, die bereits an Lehrgängen der Nationalmannschaft bzw. des Westdeutschen Basketball-Verbandes teilgenommen hatten. Die Hauptrunde überstanden die Leverkusener ohne Probleme und in der ersten Runde bezwang man die Junior Phantoms Braunschweig um Daniel Theis und Dennis Schröder (2:1 in Spielen). In der nächsten Runde setzte es dann allerdings ein 0:2 gegen Alba Berlin (u. a. mit Niels Giffey, Malte Ziegenhagen und Joey Ney). Mönninghoff kam in der Saison auf 14,6 Punkten pro Spiel und nahm am NBBL-Allstargame 2010 teil.
Im Sommer 2010 wirkte Mönninghoff bei der U18-Europameisterschaft in Litauen mit. Er verließ anschließend Leverkusen und ging neben Elias Harris für die Gonzaga University auf Korbjagd. In seiner ersten Spielzeit in den USA kam er auf 4,3 Zähler je Partie und 1,5 Rebounds pro Begegnung. Im Sommer 2011 erreichte er mit der deutschen U20-Nationalmannschaft den fünften Platz bei der Europameisterschaft in Spanien, welches die beste Platzierung einer DBB-Jugendauswahl bei einem internationalen Turnier war. Daraufhin ging er in seine zweite Saison mit den Gonzaga Bulldogs.
Nach zwei Jahren verließ Mönninghoff die Hochschule und kehrte nach Deutschland zurück. Er erhielt einen Vertrag in der Basketball-Bundesliga bei der TBB Trier. Zudem erreichte er mit der U20-Nationalmannschaft bei der Europameisterschaft 2012 erneut den fünften Platz. Kurz darauf kam Mönninghoff erstmals in der deutschen A-Nationalmannschaft zum Einsatz.
Nach dem Abstieg der TBB Trier 2015 blieb Mönninghoff in der Bundesliga und schloss sich der BG Göttingen an. Er gehörte der deutschen Auswahl an, die im Sommer 2015 Silber bei der Universiade in Südkorea gewann.
In der Saison 2016/17 war er mit 46 getroffenen Dreipunktwürfen zweitbester Göttinger in dieser statistischen Kategorie. Mönninghoff erzielte in 33 Bundesliga-Einsätzen in diesem Spieljahr insgesamt 6,4 Punkte pro Partie. Nach zwei Jahren bei den „Veilchen“ wechselte er im Sommer 2017 innerhalb der Bundesliga zu den Walter Tigers Tübingen und kehrte zur Saison 2018/19 nach Göttingen zurück. Im März 2022 bestritt er sein 175. Bundesligaspiel für Göttingen und setzte sich damit in der ewigen Bestenliste der „Veilchen“ auf den ersten Platz. Er wurde in Göttingen Mannschaftskapitän. Mit den Niedersachsen verpasste er in der Saison 2024/25 den Klassenerhalt in der Bundesliga.

## Bundesliga-Statistik

### Hauptrunde
| Saison  | Team      | G  | GS | MIN   | 2P%  | 3P%  | FT%  | TR  | AS  | ST  | BS  | PTS |
| ------- | --------- | -- | -- | ----- | ---- | ---- | ---- | --- | --- | --- | --- | --- |
| 2012–13 | Trier     | 34 | 5  | 12:03 | 59.5 | 34.3 | 83.3 | 1.4 | 0.1 | 0.2 | 0.0 | 3.9 |
| 2013–14 | Trier     | 30 | 25 | 21:38 | 42.0 | 29.0 | 72.2 | 1.9 | 0.5 | 0.6 | 0.0 | 5.0 |
| 2014–15 | Trier     | 31 | 30 | 25:23 | 47.8 | 35.0 | 82.9 | 2.3 | 1.0 | 0.4 | 0.0 | 6.6 |
| 2015–16 | Göttingen | 34 | 23 | 21:52 | 43.6 | 36.0 | 89.4 | 2.3 | 1.9 | 0.5 | 0.1 | 6.1 |
| 2016–17 | Göttingen | 33 | 29 | 24:57 | 37.1 | 38.3 | 90.0 | 2.9 | 1.3 | 0.7 | 0.1 | 6.4 |
| 2017–18 | Tübingen  | 34 | 22 | 21:51 | 43.1 | 37.1 | 75.8 | 1.9 | 0.9 | 0.2 | 0.1 | 6.0 |
| 2018–19 | Göttingen | 33 | 8  | 16:13 | 64.3 | 33.7 | 81.8 | 2.3 | 0.7 | 0.4 | 0.1 | 4.3 |
| 2019–20 | Göttingen | 19 | 0  | 07:32 | 60.0 | 18.5 | 87.5 | 0.9 | 0.2 | 0.2 | 0.0 | 1.5 |
| 2020–21 | Göttingen | 30 | 13 | 21:53 | 59.4 | 37.5 | 80.8 | 4.1 | 1.1 | 0.7 | 0.0 | 5.3 |
| 2021–22 | Göttingen | 32 | 11 | 21:06 | 47.7 | 38.0 | 74.2 | 3.0 | 0.8 | 0.4 | 0.1 | 5.3 |
| 2022–23 | Göttingen | 30 | 5  | 17:59 | 43.5 | 32.7 | 84.6 | 1.6 | 0.6 | 0.3 | 0.0 | 3.2 |
| 2023–24 | Göttingen | 34 | 15 | 20:10 | 27.3 | 36.4 | 88.0 | 1.7 | 0.6 | 0.5 | 0.1 | 2.9 |

### BBL-Pokal
| Saison  | Team      | G | GS | MIN   | 2P%   | 3P%   | FT%  | TR  | AS  | ST  | BS  | PTS  |
| ------- | --------- | - | -- | ----- | ----- | ----- | ---- | --- | --- | --- | --- | ---- |
| 2018–19 | Göttingen | 2 | 0  | 22:26 | 0.0   | 11.1  | 0.0  | 3.0 | 0.5 | 1.0 | 0.0 | 1.5  |
| 2019–20 | Göttingen | 1 | 0  | 10:33 | 0.0   | 100.0 | 50.0 | 3.0 | 0.0 | 0.0 | 0.0 | 4.0  |
| 2020–21 | Göttingen | 4 | 4  | 22:12 | 100.0 | 72.7  | 80.0 | 3.3 | 1.3 | 0.8 | 0.0 | 10.5 |
| 2021–22 | Göttingen | 1 | 1  | 30:22 | 100.0 | 25.0  | 0.0  | 3.0 | 0.0 | 1.0 | 0.0 | 5.0  |
| 2022–23 | Göttingen | 1 | 0  | 21:27 | 0.0   | 100.0 | 0.0  | 2.0 | 1.0 | 0.0 | 0.0 | 6.0  |
| 2023–24 | Göttingen | 1 | 0  | 20:22 | 0.0   | 0.0   | 0.0  | 1.0 | 0.0 | 0.0 | 0.0 | 0.0  |
| 2024–25 | Göttingen | 1 | 0  | 14:35 | 0.0   | 0.0   | 0.0  | 0.0 | 1.0 | 0.0 | 0.0 | 0.0  |